# Magnum 567
Magnum 567 è una raccolta del rapper francese MC Solaar, include 53 brani. È stato pubblicato nel 2011.

## Tracce
1. .Introdiction
2. . Solaar pleure
3. . Lève-toi et rap
4. . Les colonies
5. . Hasta la Vista Mi Amor! (Intro)
6. . Hasta la Vista Mi Amor!
7. . La belle et le bad boy
8. . Arkansas
9. . Le cinquième as
10. . Baby Love
11. . Dégâts collatéraux
12. . RMI
13. . L'aigle ne chasse pas les mouches
14. . Playmate
15. . Si je meurs ce soir (feat. Black Jack)
16. . Solaar pleure
17. . Hasta la Vista (Intro)
18. . Hasta la Vista
19. . Samedi soir
20. . Introspection
21. . La vie est belle
22. . Hijo de Africa
23. . T'inquiète (Intro)
24. . T'inquiète
25. . Guérilla
26. . Jumelles
27. . Jardin d'Eden
28. . Au pays de Gandhi
29. . J'connais mon rôle
30. . Cash Money
31. . Today Is a Good Day (Darina)
32. . Souvenir
33. . Sauvez le monde
34. . Bling bling
35. . Ça me hante
36. . Intreau
37. . Carpe diem
38. . Paris samba
39. . Clic clic
40. . Da Vinci Claude
41. . In God We Trust
42. . Un coup d'oeil dans le métro
43. . Si on t'demande
44. . Au clair de la Lune
45. . Non merci
46. . Sous les palmiers
47. . Mollah Solaar
48. . L'auberge du bouleau blanc
49. . Ben oui !
50. . Avec les loups
51. . Merci
52. . Impact avec le Diable
53. . Outro